# Kościół Zwiastowania Najświętszej Maryi Panny w Ciećmierzu
Kościół Zwiastowania Najświętszej Maryi Panny w Ciećmierzu – katolicki kościół filialny zlokalizowany we wsi Ciećmierz w gminie Karnice, w powiecie gryfickim (województwo zachodniopomorskie). Jest filią parafii Najświętszego Serca Jezusowego w Cerkwicy.

## Historia i architektura
Wzniesiony w 1604 roku jako kościół ewangelicki, należy do najstarszych na Pomorzu kościołów zbudowanych w technice ryglowej. Rozplanowany został na rzucie prostokąta, bez wyodrębnionego prezbiterium. Kryty jest dwuspadowym dachem. W 1798 roku do kościoła dostawiono od strony południowej dobudówkę. Podczas remontu w 1934 roku została ona rozebrana, a od strony zachodniej wzniesiono nową. Pod okapem zachodniej części dachu zawieszony jest dzwon z 1768 roku.
Po II wojnie światowej kościół został poświęcony jako świątynia katolicka w dniu 19 lutego 1947 roku.
Wnętrze kościoła nakryte jest drewnianym, belkowanym stropem. Nad wejściem do kościoła znajduje się empora muzyczna, wsparta na dwóch słupach. W prezbiterium umieszczona jest kopia gotyckiego tryptyku przeniesionego do Ciećmierza w 1681 roku, którego oryginał od 1990 roku znajduje się w katedrze św. Jakuba w Szczecinie. Z lewej strony ołtarza znajduje się drewniana, ośmioboczna ambona wsparta na słupie, pochodząca z XVIII wieku. Oryginalnie była bogato polichromowana, do czasów współczesnych zachowała się tylko część ornamentu roślinnego.